# 西銘順治
西銘順治（1921年11月5日—2001年11月10日）是琉球政府時期和沖繩縣時期的政治家，後來當選沖繩返還之後第3任沖繩縣知事。

## 生平
本姓酆，為琉球國士族後裔，出生在沖繩縣南城市。小學的時候曾一度遷居南洋廳下屬的帛琉。1948年，自東京帝國大學法學部畢業，進入日本外務省工作。後來辭職回到琉球，擔任沖繩使者和沖繩朝日新聞的社長。
1950年，參加沖繩社會大眾黨的結黨。1954年，被社大黨推舉，當選立法院議員。此後與琉球政府行政主席比嘉秀平一起退黨。歷任琉球政府經濟局長、計劃局長。1962年，受到沖繩自由民主黨的支持，當選那霸市長，後獲連任一屆。因琉球列島高級專員卡拉韋的辣腕政策，而脫離沖繩自民黨，此後於1968年再當選沖繩自民黨總裁。同年參加第一次琉球政府行政主席通常選舉，他對將琉球「返還」給日本持慎重立場，與革新派的屋良朝苗對立，最終在選舉中敗給屋良朝苗。
1970年，參加國政參加選舉並當選，隨後參與沖繩返還協定的簽訂。1978年，獲得自由民主黨和民社黨的支持，擊敗革新派的知花英夫，當選沖繩縣知事，並連任三屆。1990年，謀求連任，被革新派的大田昌秀擊敗。
| 官衔            | 官衔                                    | 官衔            |
| --------------- | --------------------------------------- | --------------- |
| 前任： 平良幸市 | 沖繩縣知事 1978年12月－1990年12月 第3代 | 繼任： 大田昌秀 |